# 藤田ようこ
藤田 ようこ（ふじた ようこ）は、日本の女性声優・ナレーター。和歌山県出身。フリーランス。2024年以前はボズアトールに所属していた。

## 人物
声優・ナレーター業の傍ら、クレイアート作家としての顔も持つ。
中学校教諭二種免許(社会)、ナチュラルフードコーディネーター、日本ビール検定3級、整理収納アドバイザー2級、パンシェルジュ3級保有者。

## 出演作品

### ゲーム
2008年
- もえスタ 〜萌える東大英語塾〜（マミ、ユミ[1]）

2015年
- ビーナスイレブンびびっど!（羽鳥ひなた、愛咲ゆり）

2021年
- DCスーパーヒーローガールズ ティーンパワー

### テレビ
- 和歌山放送
  - おーい青春リクエスト
  - お陽さまワイド
- 京都チャンネル
  - 京都謎解き女パラダイス
- 奈良テレビ
  - 大和路 歴史の旅 橿原考古学研究所を訪ねる
- テレビ愛媛
  - 海事都市 今治 未来への出航 BARI-SHIPの足跡から
- BS12 トゥエルビ
  - 中本賢の自然を向いて歩こう

### CM/VP
- イズミヤ
- 象印｢マイボトル｣
- 日本コカ・コーラ
- スカイA
- わかさ生活
- エディオン
- 芦屋大学
- 三協立山アルミ
- 三洋電機
- 奈良県｢平城遷都1300年祭｣
- 島津製作所
- ROME
- 大月真珠
- JTB
- 軽貨急配
- 大日本印刷
- ノーリツ鋼機
- 片岡物産
- 東和産業
- 和田興産
- 産経新聞
- 大日本スクリーン
- 全国珠算教育連盟
- 大阪福祉事業財団
- サウンドクリエーター
- カーテンじゅうたん王国
- ハウスドゥ
- 関西大学
- 中野BC
- イーテック
- 近鉄百貨店
- ベネッセ
- 藤井工業
- ダイキン
- エルフィン
- 西部ガス
- 灰孝小野田レミコン
- 三木建設
- PHP
- あおなみ線 車内自動放送

### CMソング
- 金ちゃん焼きそば・うどん「復刻版」
- ABCハウジング「春眠編」